# Chellah

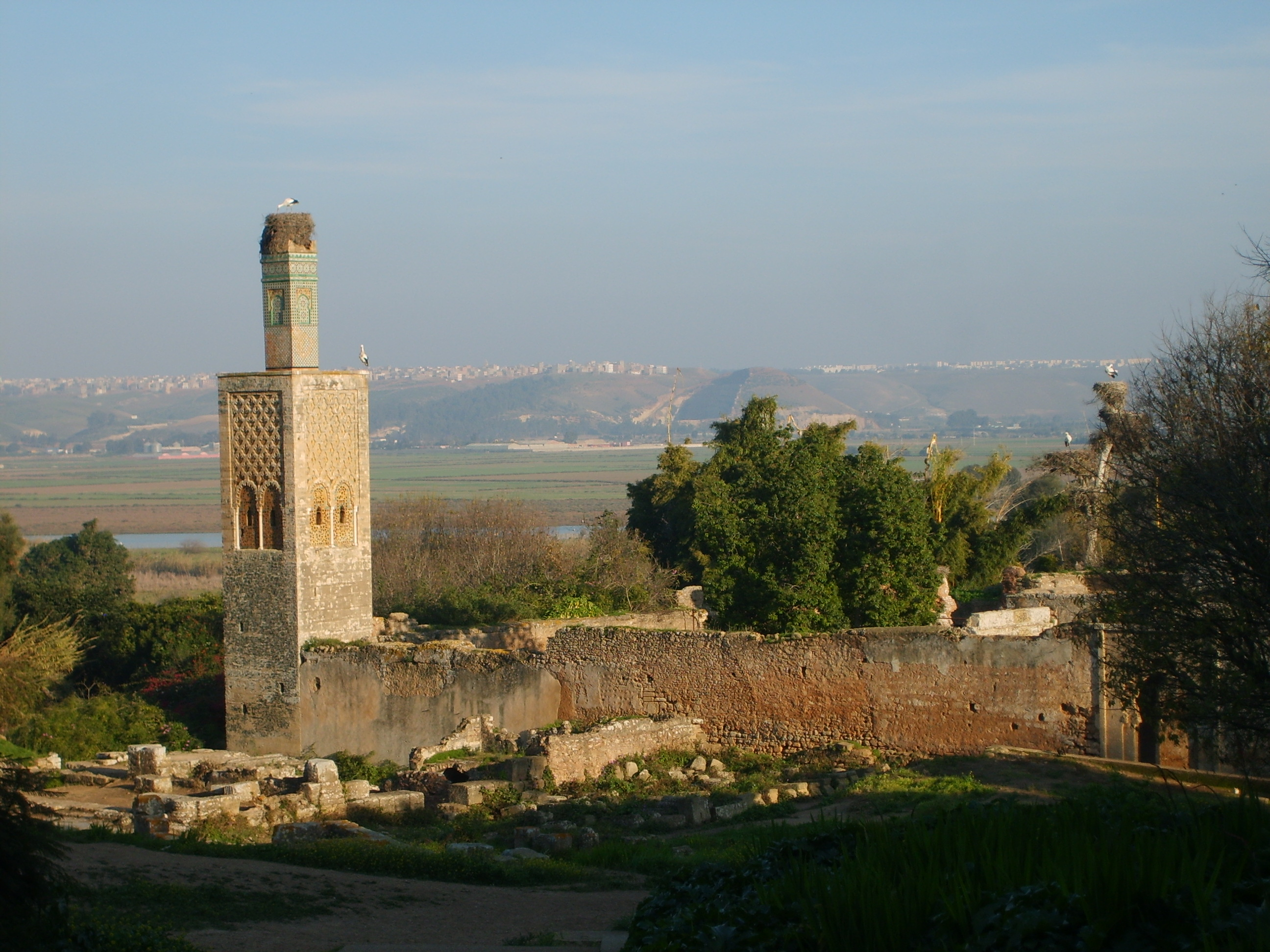
Vista das ruínas merínidas; ao fundo, o rio Bu Regregue e os subúrbios de Salé.

Chellah ou Chella (em árabe: شالة) é um sítio arqueológico onde se encontram ruínas da cidade de romana de Sala Colónia e uma necrópole medieval merínida, situado nos subúrbios de Rabat, Marrocos, perto da margem sul do rio Bu Regregue. É o assentamento humano mais antigo que se conhece na área de Rabat e Salé.
Desde 2005, é levado a cabo no local o festival Jazz au Chellah.

## História e descrição
É provável que os primeiros habitantes das margens da foz do Bu Regregue tenham sido os fenícios, que fundaram vários entrepostos comerciais em Marrocos. No entanto, os vestígios mais antigos encontrados em Chellah são do período romano. As escavações revelaram a presença duma aglomeração humana com alguma importância, a cidade que é mencionada como Sala por Ptolomeu (90–168) e Sala Colónia no Antonino (r. 138–161), uma das cidades da província romana da Mauritânia Tingitana.
As ruínas do Decúmano Máximo (rua principal) foram desenterradas, bem como as do fórum, uma fonte monumental, um arco do triunfo, uma basílica cristã, etc. Mediante sondagens geológicas, feitas na direção do antigo porto do Bu Regregue, atualmente assoreado, concluiu-se que a via principal da cidade romana continuava até ao porto e que os limites da cidade ultrapassavam a muralha posterior dos merínidas.
Uma das duas principais estradas romanas de Marrocos chegavam ao Atlântico através de Júlia Constância Zilil (Arzila), Lixo (Larache) e Sala Colónia. Pode ter existido ainda uma outra estrada, que ligava Sala Colónia a Anfa (Casablanca). Juntamente com Mogador (Essaouira), Sala Colónia eram os principais centros navais romanos e expedições romanas navegavam dali até às ilhas Canárias.
No século XI os berberes da tribo dos ifrânidas apoderaram-se da cidade e transformaram-na numa das suas metrópoles, situação que se manteria até os almorávidas terem tomado o poder. A cidade foi abandonada em 1154 em favor de Salé, no outro lado do rio. O Califado Almóada usou a cidade fantasma como necrópole.
Chellah foi abandonada durante vários séculos, até que em meados do século XIV os merínidas a escolheram para edificar a sua necrópole. Como indicado na inscrição cúfica que se encontra sobre a porta de entrada, os trabalhos foram concluídos em 1339, durante o reinado de Alboácem Ali ibne Otomão. A ocupação do lugar foi progressiva e as obras posteriores deram origem a uma sumptuosa necrópole.
Muitas das estruturas de Chellah foram danificadas pelo sismo de Lisboa de 1755. Atualmente, o local funciona como jardim público e atração turística.

### Descrição da necrópole
Protegida por uma muralha importante, pela qual se passa através duma porta monumental, ba necrópole merínida destacam-se uma sala de abluções, uma zauia com um oratório, um minarete revestido a zellige (azulejos coloridos) e várias salas funerárias, como o de Alboácem Ali ibne Otomão, cuja estela, finamente decorada, repousa sobre um anteparo de mouqanas. O filho de Alboácem Ali ibne Otomão, Abu Inane Faris, afetou as receitas dum balneário merínida de Rabat, o amã El-Jdid.
A porta da necrópole é majestosa e de estilo guerreiro. Muito possante, é flanqueada por dois bastiões semi-octogonais com sacadas com merlões pontiagudos. Esta porta de fortaleza abre-se para um pequeno oásis, um recanto de paz onde a tranquilidade é interrompida de tempos a tempos pelos estalidos dos bicos das cegonhas que abundam no local. O jardim tem uma atmosfera algo mágica e encantadora e junto ao santuário do fundador encontra-se a fonte do Aïn Mdafa, um regato que serpenteia numa vala ao longo do jardim.

## Bilbliografia e ligações externas
- Basset, Henri; Lévi-Provençal, Évariste (1923). Chella, une nécropole mérinide (em francês). II. [S.l.]: Hespéris. p. 1-92, 235-316
- Hogan, C. Michael. «Chellah». www.megalithic.co.uk (em inglês). Megalithic Portal. Consultado em 30 de maio de 2012. Cópia arquivada em 10 de junho de 2011
- «Chellah de Rabat, la romantique et mystérieuse nécropole Mérinide». www.rabat-maroc.net (em francês). Consultado em 30 de maio de 2012
- «La Nécropole de Chellah à Rabat». /www.toutrabat.com (em francês). Consultado em 30 de maio de 2012